# Пушкар Володимир
Володи́мир Пушка́р (* 1907 — †2002, Філадельфія, США) — громадський і екононічний діяч.

## Життєпис
Родом з Перемищини.
У 1941—1944 роках заступник фінансового керівника УЦК.
Від 1947 року в США. Співзасновник Товариства Об'єднання Українців у Америці «Самопоміч», пізніше Української Кредитової Кооперації «Самопоміч» і Централі Української Кооперації ТУК. Секретар, згодом заступник голови Союзу Українців Католиків «Провидіння» і УККА; член проводу, від 1968 року — голова Світового Товариства за патріархальний устрій Української Католицької Церкви.
Помер 2002 року у Філадельфії, поховано на українському католицькому цвинтарі Фокс Чейз.